# Александрос Папапавлу
Александрос Папапавлу (на гръцки: Αλέξανδρος Παπαπαύλου) е гръцки дипломат от Македония от края на XIX и началото на XX век.

## Биография
Папапавлу е роден в западномакедонския град Сятища, тогава Османската империя, днес Гърция, в семейството на поп Павлос и Нимфодора. Брат му Леонидас Папапавлу е гръцки учител, деец на гръцката въоръжена пропаганда в Македония. Александрос е доктор по право и лингвист. Става консул в Родосто и генерален консул на Гърция в Родос.